# Орден Югославского флага
Орден Югославского флага (сербохорв. Орден југословенске заставе / Orden jugoslovenske zastave, макед. Орден на југословенското знаме, словен. Red jugoslovanske zastave) — государственная награда Социалистической Федеративной Республики Югославии, имевшая пять степеней. Этим орденом награждались как граждане СФРЮ, так и граждане других стран.

## Описание

### Степени ордена
Ордена Югославского флага I, II и III степеней были учреждены указом от 26 ноября 1947 (поправки в закон были внесены 14 ноября 1955 и 1 марта 1961). По последней редакции закона степени Ордена назывались следующим образом:
- Орден Югославского флага с лентой (I степени) — 8-е место в списке орденов по важности
- Орден Югославского флага с золотым венком (II степени) — 19-е место в списке орденов по важности
- Орден Югославского флага с золотой звездой на ожерелье (III степени) — 28-е место в списке орденов по важности
- Орден Югославского флага с золотой звездой (IV степени) — 32-е место в списке орденов по важности
- Орден Югославского флага с серебряной звездой (V степени) — 35-е место в списке орденов по важности

| Орден Югославского флага: | Орден Югославского флага: | Орден Югославского флага: | Орден Югославского флага:     | Орден Югославского флага: | Орден Югославского флага: |
|                           | с лентой                  | с золотым венком          | с золотой звездой на ожерелье | с золотой звездой         | с серебряной звездой      |
| ------------------------- | ------------------------- | ------------------------- | ----------------------------- | ------------------------- | ------------------------- |
| Знак ордена               |                           |                           |                               |                           |                           |
| Планка ордена             |                           |                           |                               |                           |                           |
|                           | I степени                 | II степени                | III степени                   | IV степени                | V степени                 |

### Основания для награждения
Награждение орденом Югославского флага началось с декабря 1947 года (всего было награждено 5890 человек). Существует интересный и парадоксальный факт: орденами Югославского флага низших степеней награждалось меньшее количество людей по сравнению с кавалерами орденов высших степеней.
- Орденом Югославского флага с лентой награждались граждане социалистических стран и стран движения Неприсоединения (с 1961 года), государственные и политические деятели (преимущественно министры), а также иностранные послы, которые уже завершили свою дипломатическую миссию в Югославии. Всего до 31 декабря 1985 года было награждено 1423 человека этим орденом (из них 1081 иностранный гражданин и 342 гражданина СФРЮ).
- Орденом Югославского флага с золотым венком награждались иностранные заместители государственных секретарей, руководители протоколов, учёные, профессора, писатели, художники и журналисты. До конца 1985 года было награждено 1443 человека этим орденом.
- Орденом Югославского флага с золотой звездой на ожерелье награждались иностранные министры, верховные советники, выдающиеся деятели общественности, профессора и так далее. До конца 1985 года этим орденом были награждены 1300 человек.
- Орденом Югославского флага с золотой звездой награждались советники государственных администраций разных стран, первые секретари Министерств иностранных дел и другие подобные лица. Этим орденом до конца 1985 года были награждены 955 человек.
- Орденом Югославского флага с серебряной звездой награждались секретари Министерств иностранных дел и другие чиновники схожего ранга в дипломатическо-консульской структуре. Этим орденом было награждено 769 человек.

4 декабря 1998 в Союзной Республике Югославии орден был заново введён. В системе наград СРЮ Орден I степени занял 6-е место, Орден II степени — 19-е место, Орден III степени — 30-е место.
| Орден I степени | Орден II степени | Орден III степени |
| --------------- | ---------------- | ----------------- |
| Знаки ордена    |                  |                   |
|                 |                  |                   |